# Algermissen
Algermissen ist eine Gemeinde im Landkreis Hildesheim in Niedersachsen in Deutschland.

## Geografie

### Geografische Lage
Die Gemeinde liegt inmitten der Hildesheimer Börde und erstreckt sich über 35,56 km². Mitten durch das Gemeindegebiet fließt der Stichkanal Hildesheim und nördlich am Hauptort vorbei der Alpebach nach Süden in den Bruchgraben.

### Nachbargemeinden
| Laatzen (Region Hannover) | Sehnde (Region Hannover)                    |                               |
| Sarstedt                  | Kompassrose, die auf Nachbargemeinden zeigt | Hohenhameln (Landkreis Peine) |
|                           | Harsum                                      |                               |

### Gliederung (Ortschaften)
| Ortschaft   | Einwohner (1. Januar 2024) |
| ----------- | -------------------------- |
| Algermissen | 4738                       |
| Bledeln     | 665                        |
| Groß Lobke  | 541                        |
| Lühnde      | 1392                       |
| Ummeln      | 704                        |
| Wätzum      | 198                        |

(Quelle zur Tabelle:)

## Geschichte
Die älteste urkundliche Erwähnung Algermissens ist aus dem Jahr 985 erhalten.
Die beiden ehemals selbstständigen Dörfer Groß- und Klein-Algermissen zählen zu den ältesten Siedlungen im Gau Astfala und gehörten gemeinsam als Pfarrbezirk zum Bann Lühnde. Vom 12. bis 14. Jahrhundert kommt ein Adelsgeschlecht „von Algermissen“ vor. Ein Dietrich von Algermissen führte 1350 eine Elster in seinem Siegel, heute das Wappentier der Gemeinde.
Durch die Zugehörigkeit zum Hochstift Hildesheim blieb Algermissen von der Reformation weitgehend unberührt und hat auch heute noch einen deutlichen und für Niedersachsen überraschend hohen katholischen Bevölkerungsanteil von rund 45 %. Die nach Norden angrenzenden Orte sind dagegen vorwiegend evangelisch-lutherisch geprägt. Während des Dreißigjährigen Krieges wurde Algermissen im März 1626 von den Dänen verwüstet.
Von 1807 bis 1810 bestand das Kanton Groß-Algermissen. Die größten Umwälzungen brachte das 19. Jahrhundert mit der Einweihung der Eisenbahnstrecke Hildesheim–Lehrte (1846), dem Bau des Ziegelwerkes, der Zuckerfabrik und der Molkerei sowie der Gründung zahlreicher Firmen und Vereine. Die Molkerei versandte zum Beispiel ihre Produkte nach Hamburg, Berlin und Köln. Bis zu 130.000 Gänse sind früher in den Betrieben des Dorfes zum Weihnachtsfest gemästet worden. Die Reichsbahn baute eigens für die Gänsetransportzüge aus Polen und Russland einen eigenen Gänsebahnhof.

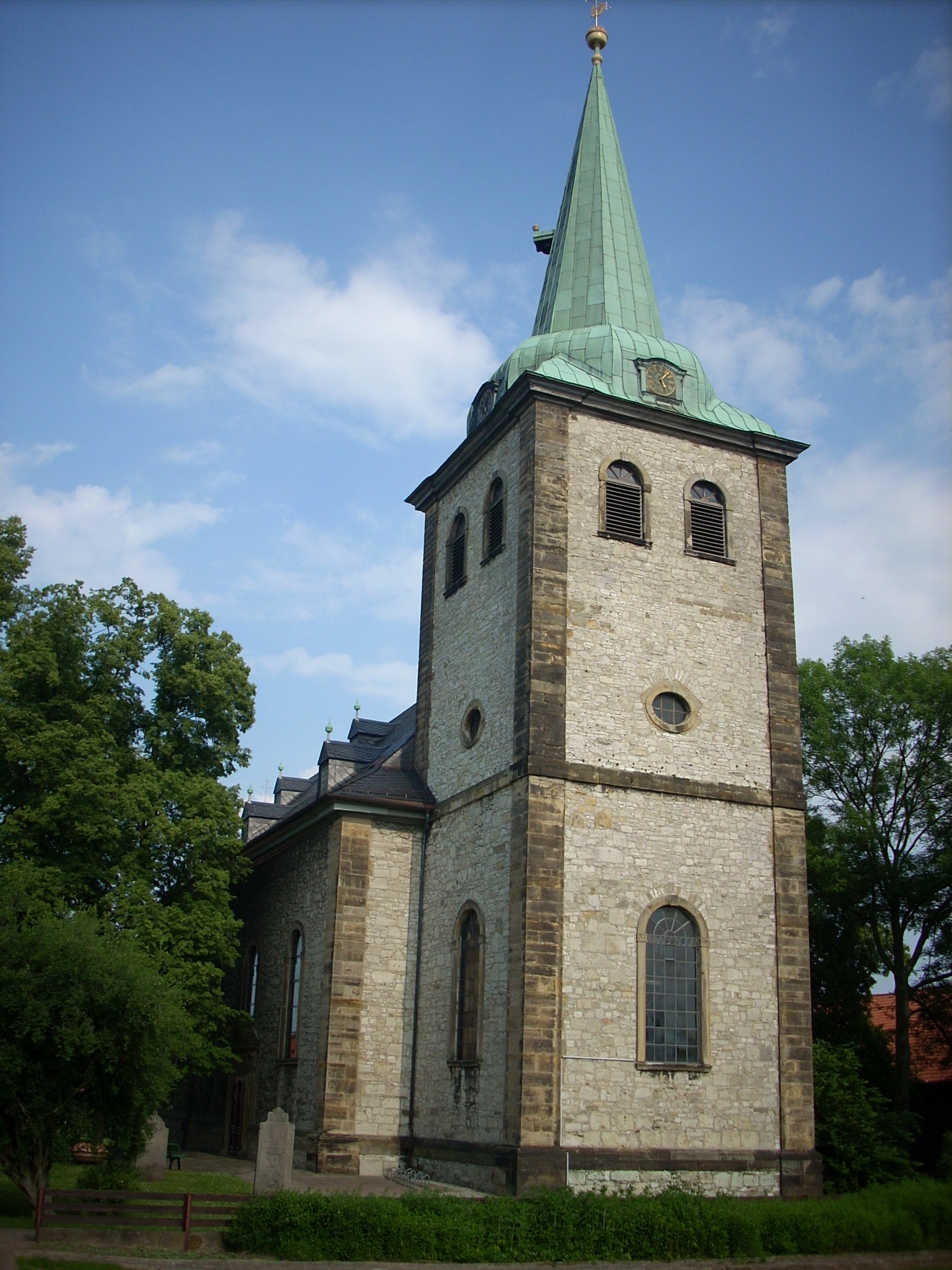
St.-Matthäus-Kirche

Unter Pfarrer Franz-Kaspar Köhnen, der 56 Jahre in der Gemeinde amtierte, entstand die heutige katholische Hauptkirche St. Matthäus mit einem Barockaltar, geweiht am 5. Mai 1720. Wertvoll ist das Gestühl mit den geschnitzten Wangen. Die noch ältere gotische St.-Mauritius-Kapelle aus dem 14. Jahrhundert mit den Jahreszahlen 1670, 1710, 1875, 1915 und 1961 im Wetterhahn ist das älteste Gebäude im Ort.
Ein Großfeuer im Herbst des Jahres 1878 auf dem Tieberg vernichtete vier Häuser und Stallungen, alle Bewohner dieser Häuser verloren ihr Hab und Gut. Aus dieser Erkenntnis heraus wurde am 3. August 1879 in der Göbbelsschen Gastwirtschaft eine Versammlung des Kriegervereins abgehalten. Hieraus ergab sich wahrscheinlich die Gründung der Freiwilligen Feuerwehr.
1985 feierte Algermissen sein 1000-jähriges Bestehen. 2012 hatte Algermissen rund 7900 Einwohner.

### Ortsname
Frühere Ortsnamen von Algermissen waren in den Jahren 980–982 Algrimsen, 985 Alegrimesheim, 989 Aleghrimesheim, 989–992 Alegremishusun, 990 Alegrimesheim, 1143 Alegrimessem, 1143 Alegrimeshem, 1161 Algermissen, 1161 Aligrimeshem, 1204 Alegremessen und 1204 Alegrimessen. Im ersten Teil des Ortsnamens steckt der germanische Vorname „Alagrim“, zu „al-“ für „all, ganz“ und „grim“, zum Beispiel im althochdeutschen „grim, grimmi“ für „zornig, wild, schrecklich, erregt sein“. Altnordisch ist „grima“ für „Maske, Larve“, wohl auf den Kampf bezogen, der „grimmig, schrecklich“ wirken sollte.

### Eingemeindungen
Am 1. April 1936 wurden die Dörfer Groß- und Klein-Algermissen zur Gemeinde Algermissen vereinigt.
Am 1. März 1974 wurden die Gemeinden Bledeln, Groß Lobke, Lühnde, Ummeln und Wätzum eingegliedert.

### Einwohnerentwicklung
| Jahr                                     | 1885 | 1910 | 1925 | 1933 | 1939 | 2013 | 2014 | 2018 | 2019 |
| ---------------------------------------- | ---- | ---- | ---- | ---- | ---- | ---- | ---- | ---- | ---- |
| Einwohner Kernort Algermissen            | 1865 | 2589 | 2776 | 2680 | 2699 | 4777 | 4697 | 4793 | 4697 |
| Einwohner Gemeinde Algermissen (ab 1974) | –    | –    | –    | –    | –    | 8275 | 8173 | 8266 | 8259 |

(Quellen: 1885, 1910 [mit Groß- und Klein-Algermissen], 1925–1939, 2013–2014, 2018–2019)

## Politik

### Rat
Der Rat der Gemeinde Algermissen besteht aus 20 Ratsfrauen und Ratsherren. Dies ist die festgelegte Anzahl für eine Gemeinde mit einer Einwohnerzahl zwischen 7.001 und 8.000 Einwohnern. Die Ratsmitglieder werden durch eine Kommunalwahl für jeweils fünf Jahre gewählt. Neben den 20 in der Gemeinderatswahl gewählten Mitgliedern ist außerdem der hauptamtliche Bürgermeister im Rat stimmberechtigt.
Aus dem Ergebnis der Kommunalwahl 2021 ergab sich folgende Sitzverteilung:
| Rat 2021Insgesamt 20 Sitze - SPD: 5 - Grüne: 3 - BÜNDNIS: 1 - CDU: 8 - parteilos: 1 - WB: 1 - FDP: 1 |

### Bürgermeister
Der direkt gewählte hauptamtliche Bürgermeister ist seit dem 6. März 2023 Frank-Thomas Schmidt (parteilos). Er gewann die Wahl am 5. März 2023 mit 77,63 % der Stimmen vor Matthias Brinkmann (GRÜNE) mit 22,37 %. Sein allgemeiner Stellvertreter ist Markus Peisker. Schmidts Vorgänger war von dem 1. Februar 2005 bis zu seinem Tod am 14. Oktober 2022 Wolfgang Moegerle (CDU).

### Ortsrat
Der Ortsrat, der den Ortsteil Algermissen vertritt, setzt sich aus elf Mitgliedern zusammen. Die Ortsratsmitglieder werden durch eine Kommunalwahl für jeweils fünf Jahre gewählt.
Bei der Kommunalwahl 2021 ergab sich folgende Sitzverteilung:
| Ortsrat 2021Insgesamt 11 Sitze - SPD: 3 - Grüne: 1 - CDU: 6 - FDP: 1 |

### Ortsbürgermeister
Der Ortsbürgermeister des Kernortes Algermissen ist Ulrich Käsehage (CDU). Seine Stellvertreter sind Lukas Schlemeyer (SPD) und Petra Schröter (CDU).

### Wappen
| Wappen von Algermissen | Blasonierung: „In Gold über erhöhtem grünen Schildfuß eine nach rechts schreitende Elster.“ |
| Wappen von Algermissen | Wappenbegründung: In Algermissen gab es zwischen 1143 und 1356 beurkundet ein Rittergeschlecht, das im Ort begütert war und sich deshalb von Algermissen nannte. Dieses Geschlecht war ebenfalls in Alferde, Lühnde und Lobke begütert und höchstwahrscheinlich Verwandte derer von Bolzum und Ummeln, die in den gleichgenannten Orten Grundbesitz hatten. Ein Ritter Bertold von Algermissen führte 1345, genau wie die von Bolzum und Ummeln, drei Bolzen in ihrem Siegel (→ Siehe folgende Wappen: Bolzum und Ummeln). Ein Dietrich von Algermissen hatte dagegen bereits 1350 eine Elster im Wappenschild. Wie dieser Ritter letztendlich auf die Elster kam, ist leider nicht mehr nachzuvollziehen. Die Farbgebung des Kommunalwappens ist neu. Die Farbe Grün symbolisiert die sprossende Saat, Gold deutet auf reife Ähren hin; darum lieben die Bauern diese Farben. |

## Religionen
Die katholischen Christen in Algermissen gehören zur Pfarrgemeinde St. Cäcilia in Harsum. Die bis 2014 eigenständige Pfarrgemeinde St. Matthäus wurde am 1. November 2014 mit den vormaligen Pfarrgemeinden St. Cäcilia in Harsum und St. Catharina in Asel fusioniert. Kath. Hauptkirche von Algermissen ist die St.-Matthäus-Kirche an der Marktstraße. Für Werktagsmessen wird auch die St.-Mauritius-Kapelle an der Langen Straße genutzt. Die kath. Pfarrgemeinde gehört zum Dekanat Borsum-Sarstedt im Bistum Hildesheim.
Die Evangelisch-lutherische Kirchengemeinde Algermissen, zu der in Algermissen die Adventskirche am Grasweg gehörte, wurde am 1. Januar 2012 mit den Kirchengemeinden in Groß Lobke, Hotteln, Gödringen, Lühnde, Oesselse und Wirringen-Müllingen-Wassel zur Evangelisch-lutherischen Zwölf-Apostel-Kirchengemeinde Sarstedt-Land im Kirchenkreis Hildesheim-Sarstedt zusammengeschlossen.

## Kultur und Sehenswürdigkeiten

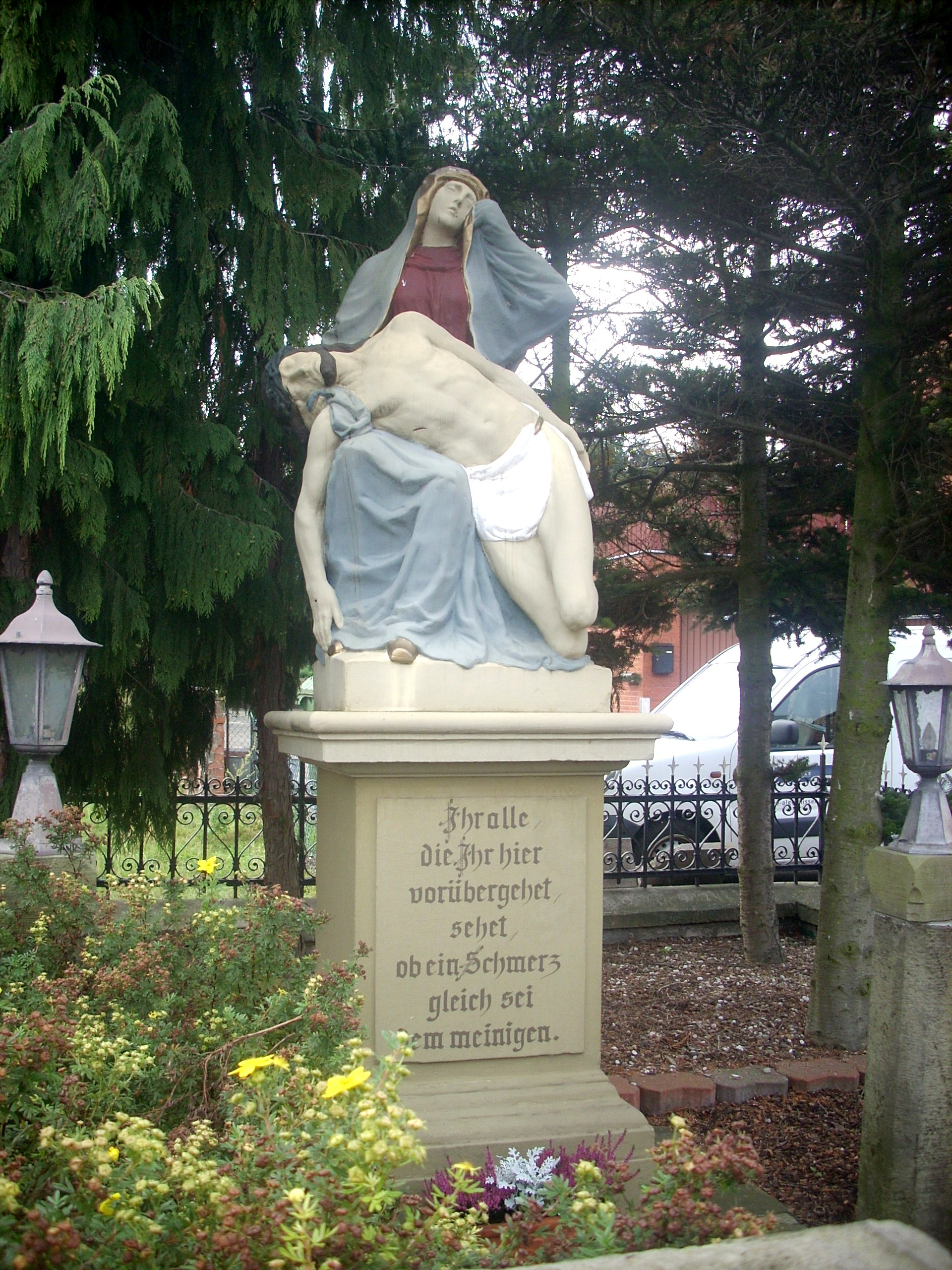
Pietà an der Hottelner Straße

### Bauwerke
- St. Matthäus: katholische Hauptkirche von Algermissen; 1720 erbaute barocke Hallenkirche, quadratischer Turm, achteckiger Chorabschluss. Vollständig erhaltene originale Barockausstattung von Ernst Dietrich Bartels. Bemerkenswerte Deckengemälde und figurenreiche Altäre. Seit 1. November 2014 Filialkirche der kath. Pfarrgemeinde St. Cäcilia in Harsum.
- St.-Mauritius-Kapelle: Erbaut im 14. Jahrhundert; kath. Filialkirche der kath. Pfarrgemeinde St. Cäcilia in Harsum.
- Adventskirche[22]: Die Kirche wurde 1950 erbaut als Gemeindezentrum nach Plänen von Otto Bartning („Notkirche Typ D“). Der freistehende Glockenturm entstand 1966. Die direkt an die Kirche angebaute Pfarrwohnung diente seit 1964 als Gemeindehaus und wurde 2005 durch einen Neubau ersetzt.
- Domküsterhof: Der Domküsterhof in der Alten Straße, erbaut 1629, ist einer der ältesten Bauernhöfe im Landkreis Hildesheim.
- Alter Dorffriedhof: Der alte Dorffriedhof an der St.-Matthäus-Kirche weist 20 wertvolle Grabsteine auf, deren älteste von 1700 stammen. Der Stein des Seiltänzers und Gleichgewichtskünstlers Joseph Bruns steht am Hauptweg.
- Kriegsopferdenkmal: Das Kriegsopferdenkmal an der Neuen Straße wurde in den 1970er Jahren errichtet. Es ist ein Werk von Hanns Joachim Klug.
- Heimatmuseum: Das Heimatmuseum im Haus Neue Straße 10 zeigt u. a. eine ostdeutsche Heimatstube, handwerkliche und hauswirtschaftliche Sammlungen, historische Schuleinrichtungen, eine sporthistorische Sammlung und zahlreiche Bilddokumente des Dorfalltags ab 1864.
- Es gibt im Ort 17 Wege- und Flurkreuze, Standbilder und Bildstöcke, darunter auch die Fronleichnamsaltäre von 1744.

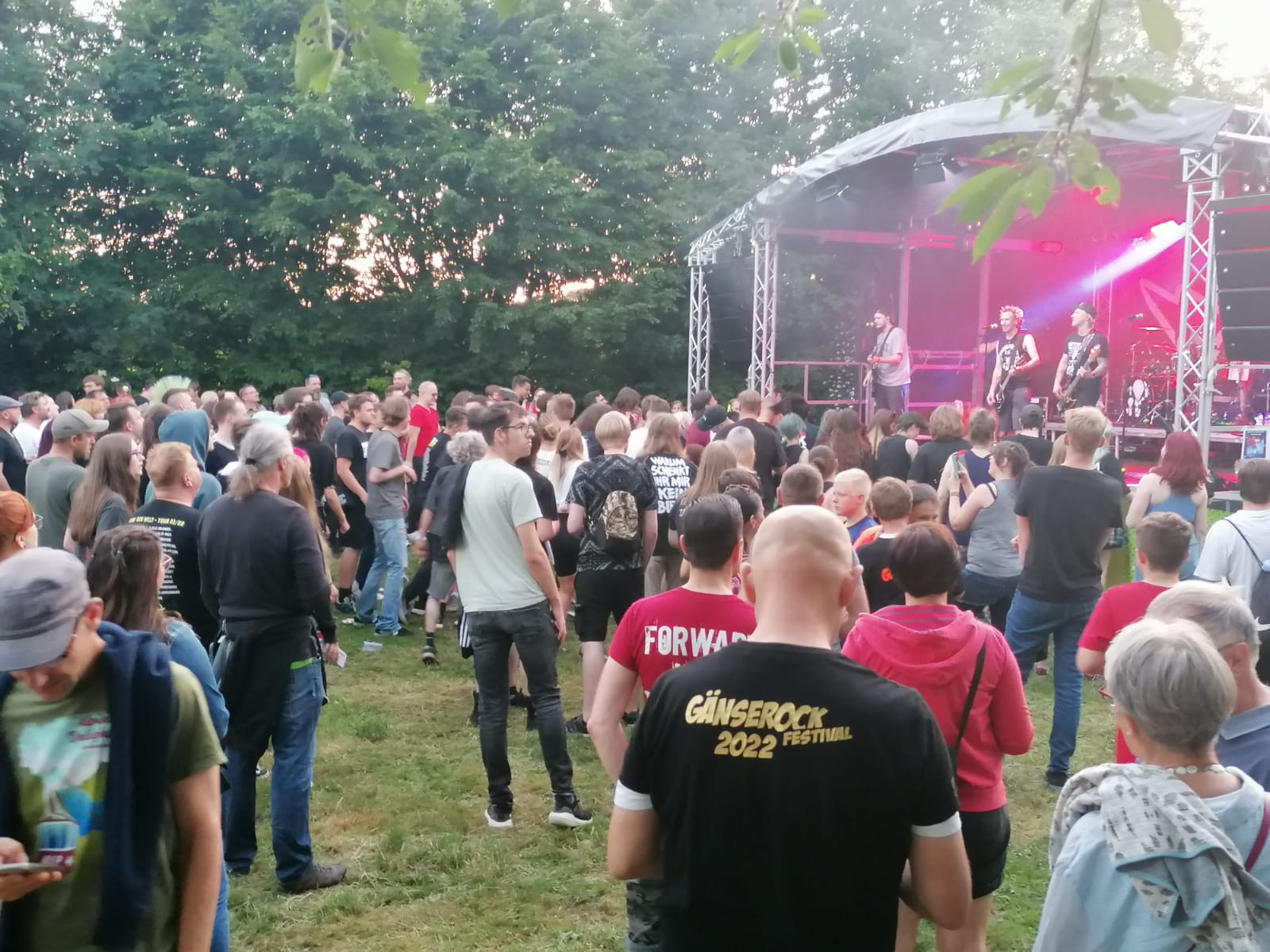
Die Band ZSK beim Gänserock Festival 2022

### Regelmäßige Veranstaltungen
Im Ort werden zahlreiche Traditionen gepflegt, wie Fronleichnam mit Kesselpauken, Böllerschießen und eigenen Musikstücken; Fastnacht mit Rosenmontagsvergnügen der Junggesellschaft, Wegbringen von Fastnachtskerlen nach Mitternacht, „Fuhen“ der Mädchen und Jungen, bei dem sie von Haus zu Haus ziehen, Gedichte aufsagen und Süßigkeiten erbitten; Fastnachtsumzug mit Bären; Sammeln von Heilkräutern (Weihbund) zum Tag Mariä Himmelfahrt, die Flur- und Bittprozession sowie die Wallfahrt in das westfälische Werl zum Fest Mariä Heimsuchung Anfang Juli. 2013 wurde das alte Wasserwerk an der Kranzwegbrücke in ein kulturelles Veranstaltungszentrum mit 50 Sitzplätzen umgebaut und wird seither von Bürgern als gemeinnütziger Verein betrieben. Dort finden unter anderem Konzerte, Lesungen, Kochveranstaltungen, Sommerfeste und Theaterstücke statt.
Seit 2015 findet jeden Sommer das Gänserock Festival auf dem Freizeitpark an der Alpe in Algermissen statt. Unter dem Motto Algermissen bleibt bunt treten alljährlich Musikbands für mehr Toleranz und Demokratie auf. Im Jahr 2022 zählte das Festival mehr als 2000 Besucher.

## Verkehr

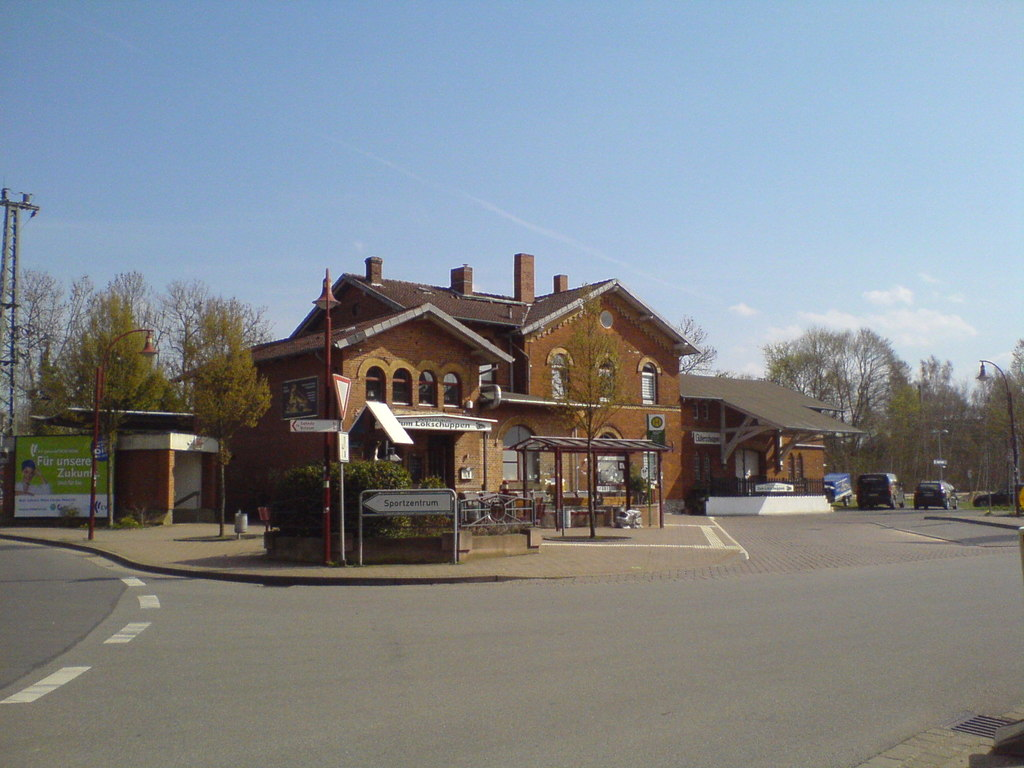
Bahnhof Algermissen

Westlich der Gemeinde verläuft die Bundesautobahn 7; südöstlich verläuft die Bundesstraße 494 von Hildesheim nach Peine.
Algermissen liegt an der Bahnstrecke Lehrte–Hildesheim. Seit 2008 bietet die Linie S 3 der S-Bahn Hannover stündliche Verbindungen über Lehrte nach Hannover Hauptbahnhof sowie über Harsum nach Hildesheim Hauptbahnhof.
| Linie | Verlauf | Takt                                         |
| ----- | --- | -------------------------------------------- |
| S 3   | Hildesheim – Harsum – Algermissen – Sehnde – Lehrte – Ahlten – Hannover-Anderten-Misburg – Hannover Karl-Wiechert-Allee – Hannover-Kleefeld – Hannover Hbf Stand: Fahrplanwechsel Dezember 2021 | 60 min (zur HVZ zus. Züge Hildesheim–Lehrte) |

## Wirtschaft
Am Stichkanal Hildesheim zwischen der Schleuse Bolzum und dem Hafen Hildesheim sind einige Gewerbebetriebe angesiedelt. Ein Schiffsanleger bietet die Möglichkeit, Getreide, Dünger und Brennstoffe umzuschlagen.

## Persönlichkeiten

### Söhne und Töchter der Gemeinde
- Gerhard Hartmann (1806–1880), Mathematiker, Hochschullehrer und Zweiter Direktor der Technischen Hochschule Hannover
- Hermann Rasch (1810–1882), von 1854 bis 1881 Stadtdirektor von Hannover, geb. in Groß Lobke
- Anna Fründ (1861–1913), Malerin
- Joseph Ernst (1863–1928), Priester, Professor am Hildesheimer Priesterseminar, 1915–1928 Bischof von Hildesheim
- Heinrich Willers (1870–1915), Archäologe und Numismatiker
- Christel Machens (1877–1941), Politiker (Zentrum)
- Heinrich Fründ (1880–1952), Chirurg
- Ursula Ernst (* 1944), Politikerin (CDU), war Mitglied des Niedersächsischen Landtags
- Walter Ruffler (* 1949), Politiker, Abgeordneter in der Bremischen Bürgerschaft
- Bruno Eyron (* 1964), Moderator, Produzent, Autor, Geschäftsmann und Schauspieler; bekannt wurde er in seiner Rolle als „Hauptkommissar Balko“, geb. in Lühnde
- Diane Kruger geb. Heidkrüger (* 1976), Schauspielerin
- Franziska Machens (* 1984), Schauspielerin

### Personen, die mit der Gemeinde in Verbindung stehen
- Helmuth Albrecht (1885–1953), Politiker (DVP), Direktor der Gewerkschaft Carlshall, eines Kalisalzbergwerkes in Lühnde
- Heinrich Krone (1895–1989), Politiker (Zentrum, später CDU), Bundesminister für besondere Aufgaben, in Algermissen aufgewachsen
- Hanns Joachim Klug (1928–2013), bildender Künstler, schuf das Kriegsopfermahnmal „Pietà und Engel“
- Erich Franzke (1931–1996), Politiker (SPD) und Mitglied des Niedersächsischen Landtages sowie Landrat des Landkreises Hildesheim, war Mitglied des Rates der Gemeinde Algermissen
- Olaf Levonen (* 1966), Landrat des Landkreises Hildesheim, wohnt in Ummeln
- Mirko Slomka (* 1967), in Lühnde aufgewachsener Fußballtrainer
- Katrin Gray, geb. Schwarz, auch bekannt als Mermaid Kat (* 1985), deutsche Schönheitskönigin, Unterwassermodel und professionelle Meerjungfrau, Reality-TV-Star